# Bahnhof Delfzijl
Der  Bahnhof Delfzijl ist ein Kopfbahnhof an der Bahnstrecke Groningen–Delfzijl in der niederländischen Provinz Groningen. Er ist der wichtigste Bahnhof von Delfzijl und wurde am 15. Juni 1884 eröffnet.

## Geschichte
Früher verkehrten Züge auf der Bahnstrecke Zuidbroek–Delfzijl (1910–1934) und über dem Woldjerspoor über Duurswold nach Groningen (1929–1941).

## Bahnhof
Im Dezember 2009 wurde ein überdeckter Fahrradabstellplatz errichtet.

### Bahnhofsgebäude
Das Bahnhofsgebäude im sogenannten Standardtyp Sneek wurde in den 1880er Jahren an fünf verschiedenen Orten gebaut. Davon sind noch die in Delfzijl, Sneek und Tiel erhalten.

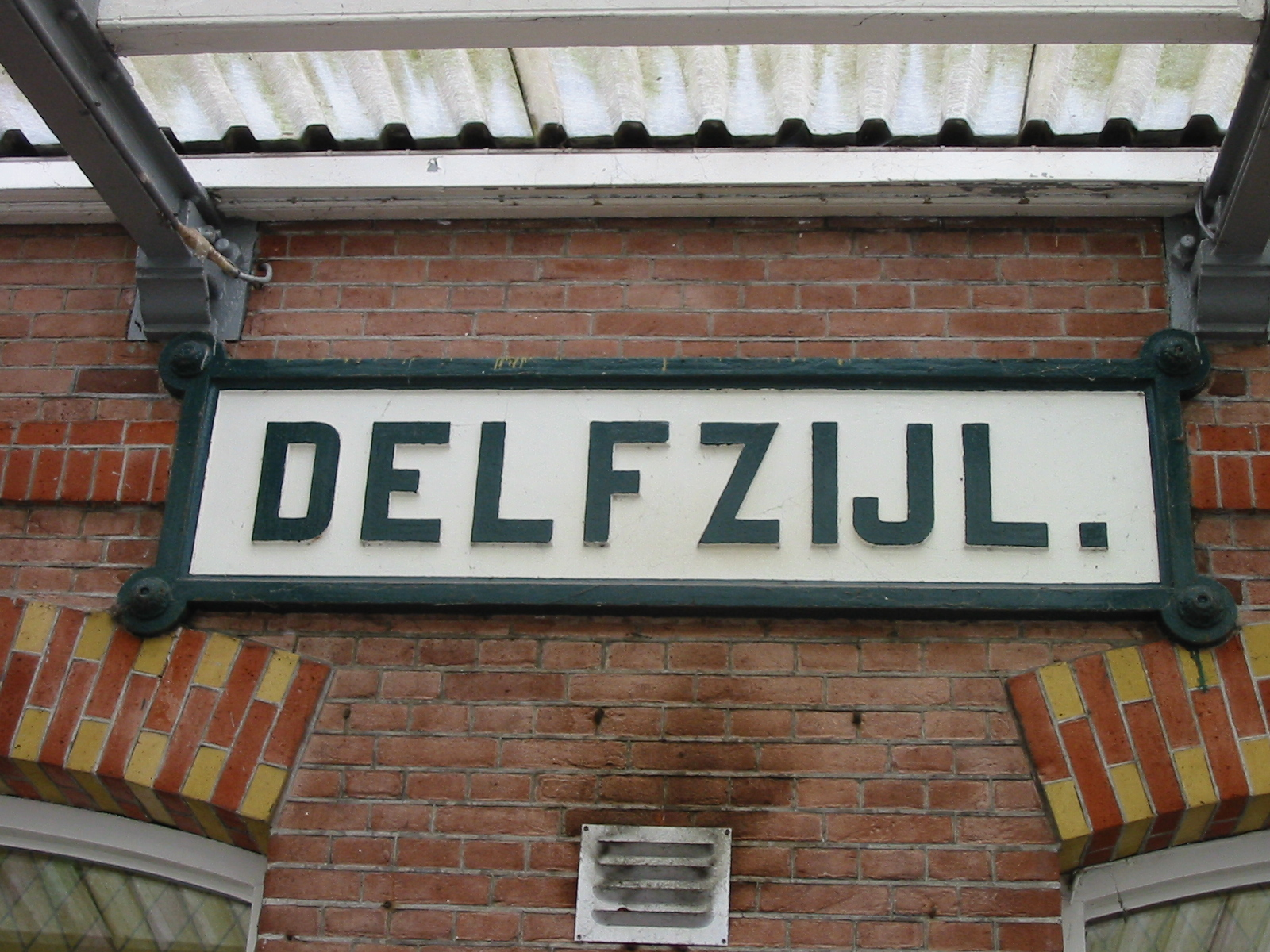
Bahnhofsschild
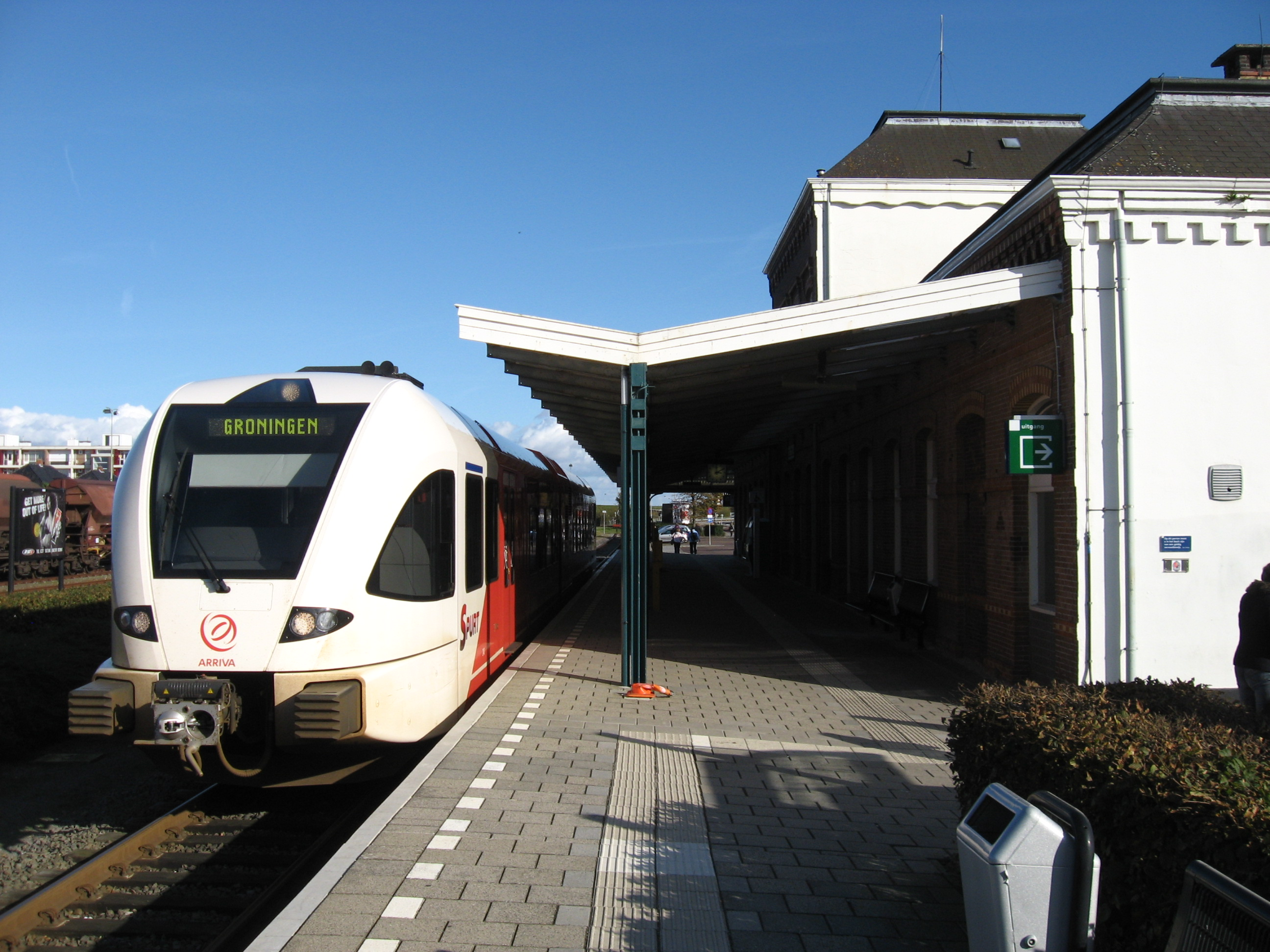
Bahnsteig

## Streckenverbindungen
Folgende Linien bedienen den Bahnhof Delfzijl im Jahresfahrplan 2022:
| Zugtyp             | Linienverlauf        | Frequenz      |
| ------------------ | -------------------- | ------------- |
| Stoptrein (Arriva) | Groningen – Delfzijl | halbstündlich |